# Mike Story
Michael (Mike) C. Story is een Amerikaans componist, muziekpedagoog, arrangeur en dirigent.
Story studeerde aan de Universiteit van Houston in Houston, waar hij zijn Bachelor of Music en zijn Master of Music Education behaalde. Aansluitend werkte hij als docent aan dit conservatorium en was tweede dirigent van de harmonieorkesten van deze universiteit. Maar hij werkt ook als adviseur en dirigent van school bands in Texas. Hij geeft workshops voor dergelijke school-harmonieorkesten in de hele Verenigde Staten.
Tot nu (einde 2007) heeft hij meer dan 750 werken gepubliceerd voor harmonieorkesten en jazz-ensembles, vooral werken voor jeugd-harmonieorkesten, maar ook voor professionele ensembles. Onder andere werkt hij ook voor het Houston Pops Orchestra.

## Composities

### Werken voor orkest
- Arirang, voor strijkorkest
- Encore (An Overture for Strings), voor strijkorkest
- Fiesta de Mayo, voor strijkorkest
- Rockport Images, voor strijkorkest
- Two Appalachian Songs, voor strijkorkest

### Werken voor harmonieorkest
- A Cartoon Christmas
- A Christmas Celebration
- A Christmas Fantasy
- A Day at Disneyland
- A Festive Occasion
- A Jubilant Carol (In Dulci Jubilo)
- A Rockin' Halloween
- A Royal Christmas (featuring "We Three Kings of Orient Are" and "Good King Wenceslas")
- A Triumphant Overture
- Allegro Il Penseroso
- American Collage (based on Favorite Patriotic Themes)
- Ameristar
- Ancient Spirits
- Auld Lang Syne (A Holiday Farewell for Band)
- Ayrshire Portrait
- Aztec Dance
- Batmobile Chase
- Blue Mountain Legend
- Caribbean Christmas
- Chips And Salsa
- Christmas Around The World
- Classic Bits & Pieces (based on Favorite Classic Themes)
- Contempo
- Crazy in Love
- Creepy Crawlies
- Destiny's Diva Dance Mix
- El Campeon (The Champion)
- El Chupacabra
- El Fuego! (The Fire)
- Fanfare For Freedom
- Fantasy on an English Carol (The Holly and the Ivy)
- Fantasia On Three Ships
- How The Grinch Stole Christmas
- In The Valley Of The Ancients
- Irish Festival
- Jingle Bones
- La Bamba
- La Pantera (the Panther), voor harmonieorkest
- Mambo Jambo
- Marchus Maximus
- Matrix
- Medieval Legend (A Fantasy for Band)
- Millennium
- Once Upon a December
- Patriotic Bits & Pieces
- Prologue (An Overture for Band)
- Rails West! (A Tale of the Odessa Puddle Jumper)
- Rockport Images
- Scottish Folk Melody
- September
- Spitfire
- Swing Shift
- The Best of Big and Easy
- The Curse of Tutankhamun
- The Oregon Trail
- The Ring of Fire
- The Tenth Planet
- The Treasure of Cortez
- The Western Trail
- To Honor, Thank and Remember
- Tribal Voices
- Tribal War Chant
- Trombo Mambo (Trombone Feature)
- "'Twas in the Moon of Wintertime"
- Udala'm